# Diga di Almus
La diga di Almus (Almus Barajı in turco) è una diga della Turchia. Si trova vicino alla città di Almus (a 28 chilometri a sud di Tokat nel centro-nord della Turchia) e situata sul Kelkit, un tributario dello Yeşilırmak, un fiume che sbocca sul Mar Nero. La diga ospita una centrale idroelettrica che ha una potenza di 27 megawatt (tramite tre alternatori da 9 megawatt ciascuno). Si trova in provincia di Tokat.